# Палата Влахерна
Палата Влахерна била је царска римска резиденција у предграђу Влахерна, која се налази у северозападном делу Константинопоља (данас се налази у четврти Ајвансарај у Фатиху, Истанбул, Турска). Подручје палате је сада већим делом презиђено, а о његовом опису доступни су само литерарни извори.

## Историја
Палата је изграђена на северним падинама Шестог брда града око 500. године. Само брдо је делимично преуређено, посебно у каснијим временима, а створен је низ тераса за подршку различитим зградама које чине комплекс палате. Иако је главна царска резиденција током 4.–11. века била Велика палата на источном крају града, повремено је коришћена палата Блахернае, што је потврђено у церемонијалним протоколима садржаним у De Ceremonis из 10. века. У то време обухватала је неколико објеката: салу (triklinos) Анастасија или Анастасијака (Τρίκλινος Ἀναστασιακός), названа по цару Анастасију I (р. 491–518) који ју је саградио, салу Океана или Okeanos (Τρίκλινος Ὠκεανός, портик Јосифа или Јосифијака (Πόρτικας Ἰωσηφιακός), и дворана Дунава или Danoubios (Τρίκλινος Δανουβιός), која је низом степеништа била повезана са оближњим светилиштем грчке православне Влахернске цркве.
У Палату је крајем 11. века цар Алексије I Комнин (р. 1081–1118) преселио своју главну резиденцију, а он и његов унук Манојло I Комнин (р. 1143–1180) су предузели велике радове, утврђујући подручје палате и подизање нових сала. Манојло I је посебно заслужан за изградњу сложеног спољашњег зида и неколико сјајних нових сала, као што је једна названа по царици Пирошки Угарској и Polytimos Oikos („Кућа части /Поштовање"). У то време комплекс палате постао је познат као "Нова палата". Међу грађевинама тог времена, још је опстао само такозвани Затвор Анемас, који је чинио део подструктуре палате. После Четвртог крсташког рата, латински цареви су фаворизовали палату Букелеон, али након поновног заузимања града 1261. године, цареви Палеолози су обновили комплекс Влахерна као своју главну резиденцију. Палата Константина Порфирогенита, која вероватно датира из касног 13. века, иако мало јужније од главног комплекса палате Влахерна, обично се везује уз Влахерну. То је једини релативно нетакнуто сачуван пример византијске архитектуре палата у Цариграду.